# Odontotermes
Odontotermes là một chi mối trong họ Termitidae, bản địa Cựu Thế giới. Chúng là các loài tàn phá nhiều nhất trong các căn nhà gỗ, và là các loài gây hại nông nghiệp ở châu Phi và châu Á nhiệt đới và cận nhiệt đới.

## Tổ
Tổ dưới đất của chúng tạo thành một gò đất mỏng trên mặt đất, có thể được bao phủ bằng cỏ. Ở các quần thể mối lớn, các gò mối có thể có đường kính lên tới 6 m (20 ft), và có thể bị cây bụi và cây gỗ che phủ. Một số loài xây dựng các đường hoặc lỗ thông hơi đi sâu vào trong gò mối. Khu vườn nấm được bao bọc bằng một lớp đất sét dày.

## Cấp bậc
Mối chúa nằm trong phòng giam bằng đất sét giữa khu vườn nấm ở trung tâm của tổ mối. Các loài châu Phi chỉ có một cấp bậc mối lính duy nhất, không giống như chi liên quan Macrotermes.

## Thức ăn
Thức ăn duy nhất của chúng là nấm được trồng trong vườn nấm ở trung tâm tổ. Nấm được nuôi trồng trên giá thể gỗ, vỏ cây, thảm lá, phân khô và cỏ chết. Chúng được trát bằng chất kết dính ở nơi thu được, tạo điều kiện cho việc kiếm ăn hàng ngày. Các loài Odontotermes là những nhân tố góp phần chính vào việc phân hủy rác. Loài nấm Termitomyces reticulatus được tìm thấy nơi có các loài O. badius và O. transvaalensis ở châu Phi.

## Các loài
Chi này có các loài:
- Odontotermes assmuthi Holmgren, 1913 – Nam Á
- Odontotermes badius (Haviland, 1898) – Châu Phi
- Odontotermes ceylonicus (Wasmann, 1902) – Nam Á
- Odontotermes escherichi Holmgren, 1911 – Nam Á
- Odontotermes feae (Wasmann, 1896) – Nam Á
- Odontotermes formosanus (Shiraki) – Nam Á
- Odontotermes globicola (Wasmann, 1902) – Nam Á
- Odontotermes horni (Wasmann, 1902) – Nam Á
- Odontotermes koenigi (Desneux, 1906) – Nam Á
- Odontotermes latericius (Haviland, 1898) – Châu Phi
- Odontotermes obesus (Rambur) – Nam Á
- Odontotermes preliminaris (Holmgren, 1911) – Nam Á
- Odontotermes redemanni (Wasmann, 1893) – Nam Á
- Odontotermes taprobanes (Walker, 1853) – Nam Á
- Odontotermes transvaalensis (Sjöstedt, 1902) – Châu Phi
- Odontotermes wallonensis Wasmann – Nam Á

## Hình ảnh

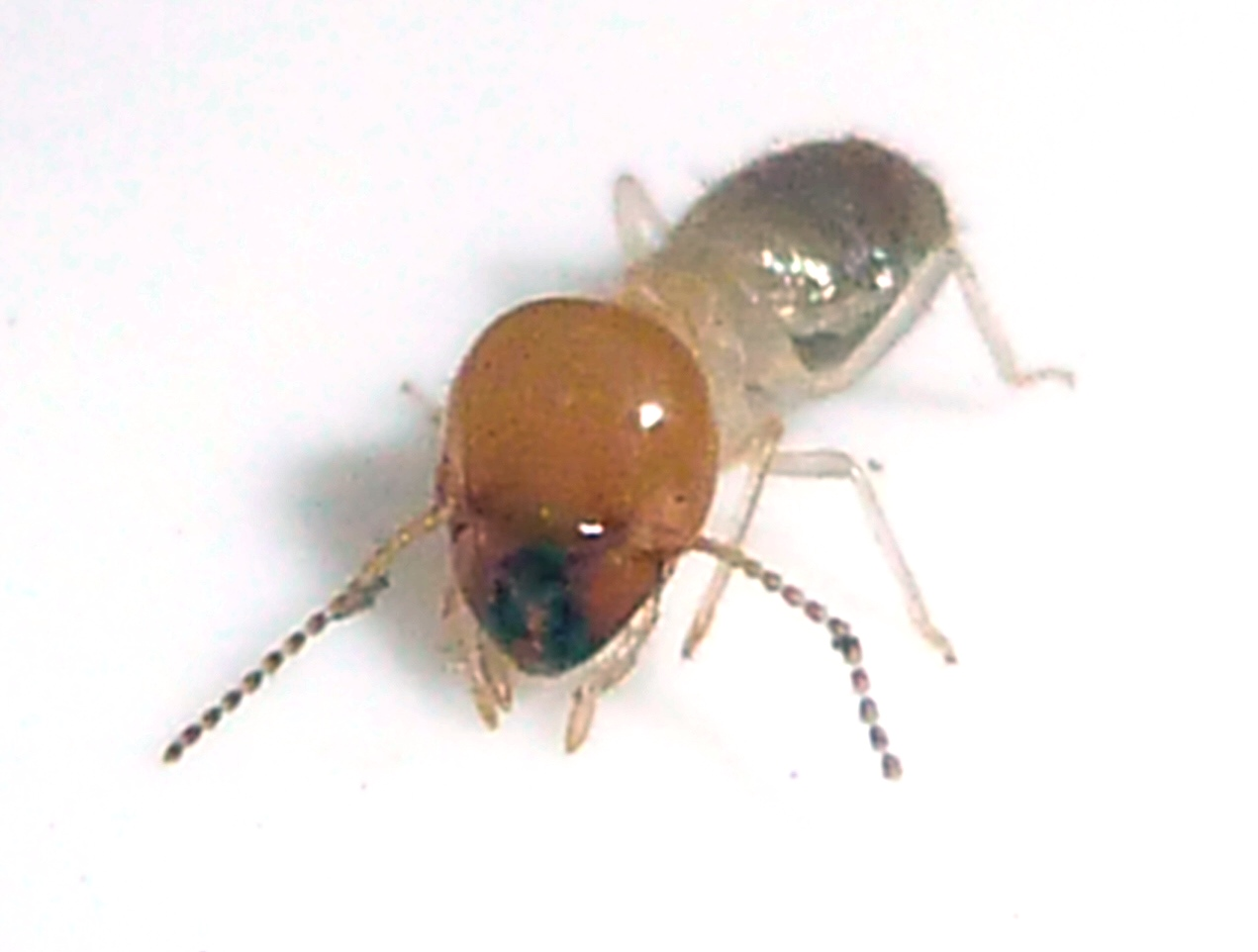
Mối thợ O. badius
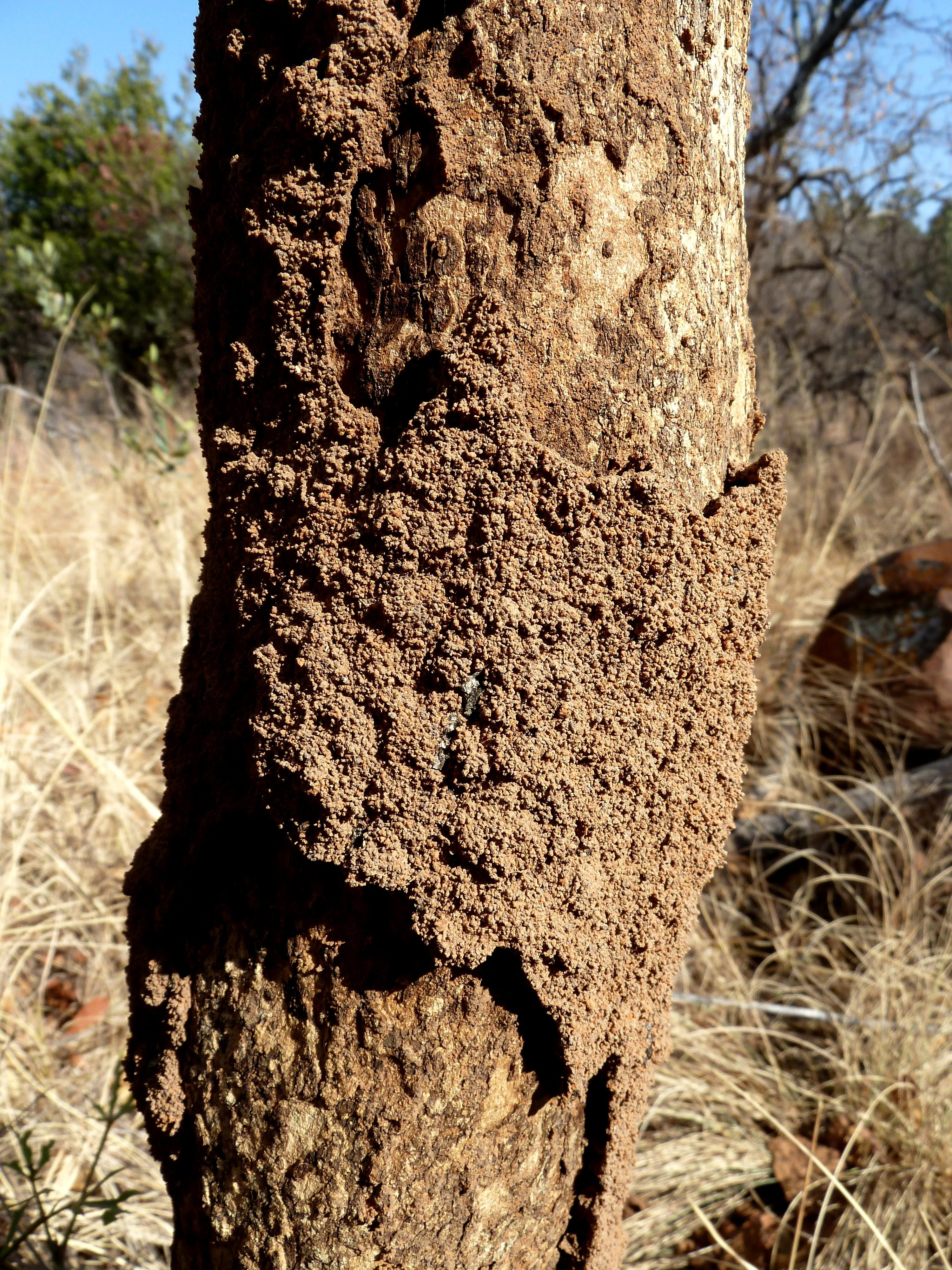
Tổ mối bám vào vỏ cây
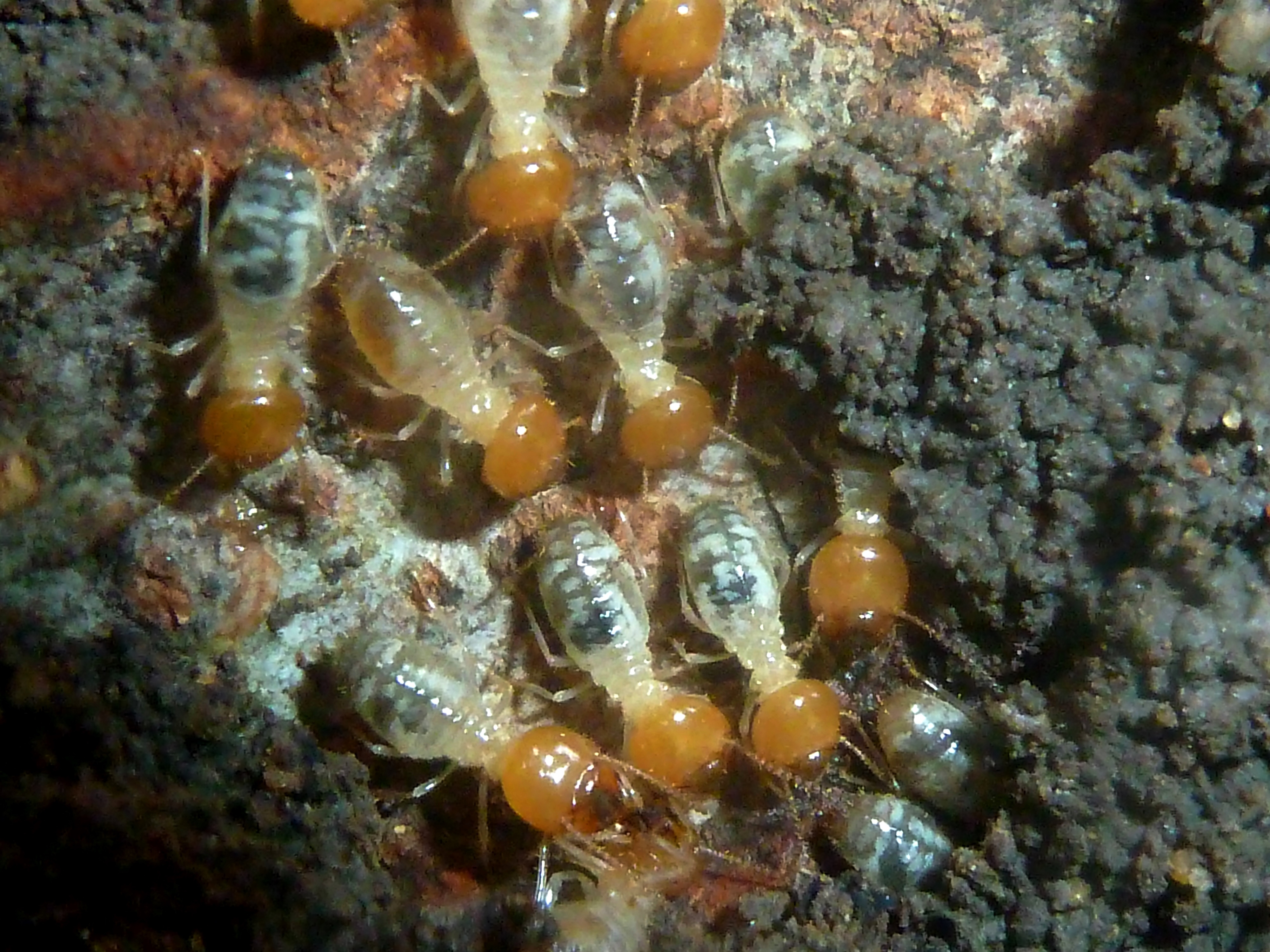
Mối thợ trên vỏ cây
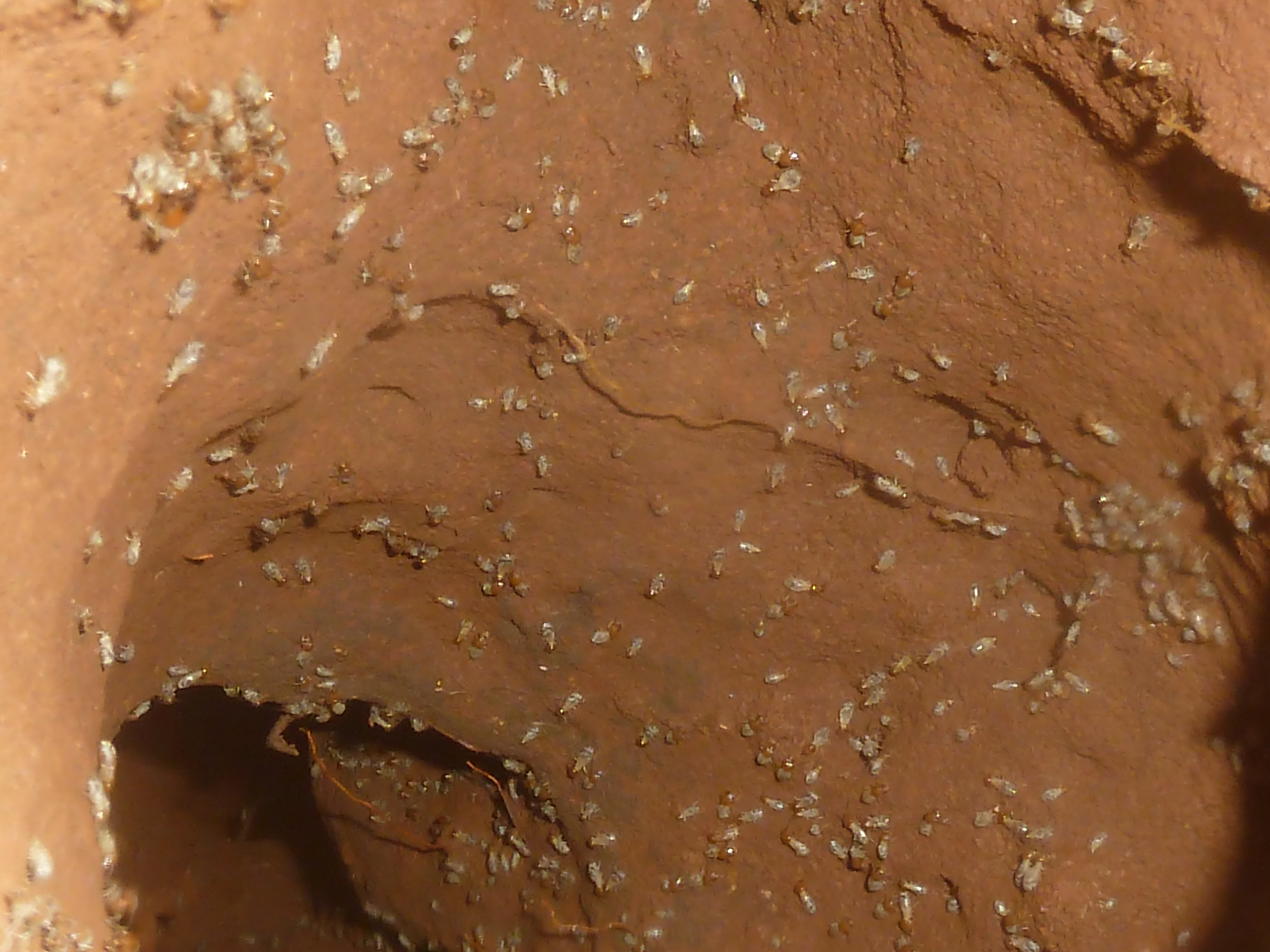
Mối thợ ở lỗ thông hơi